# 1951年のラジオ (日本)
1951年のラジオ (日本)では、1951年の日本のラジオ番組、その他ラジオ界の動向について記す。

## 主なできごと
日本初の民間放送局の誕生、日本民間放送連盟（民放連）の結成。
- 4月21日、郵政省はラジオ16社に対し、民放初の予備免許を付与する。この16社により7月20日、「日本民間放送連盟」（民放連）が結成される。
- 9月1日、午前6時30分に中部日本放送（現：CBCラジオ）が開局・本放送を開始。日本初の民間放送局が誕生。それから5時間半遅れた正午に、新日本放送（後の毎日放送ラジオ、2021年4月1日に分社化に伴い、MBSラジオとなる）が開局する。
- この年は上記の2局の他に、11月11日に朝日放送（後のABCラジオ）、12月1日にラジオ九州（後のRKB毎日放送ラジオ）、12月24日は17時に京都放送が、そして19時にラジオ東京（後のTBSラジオ）がそれぞれ開局、民放の土台を作り上げていく。

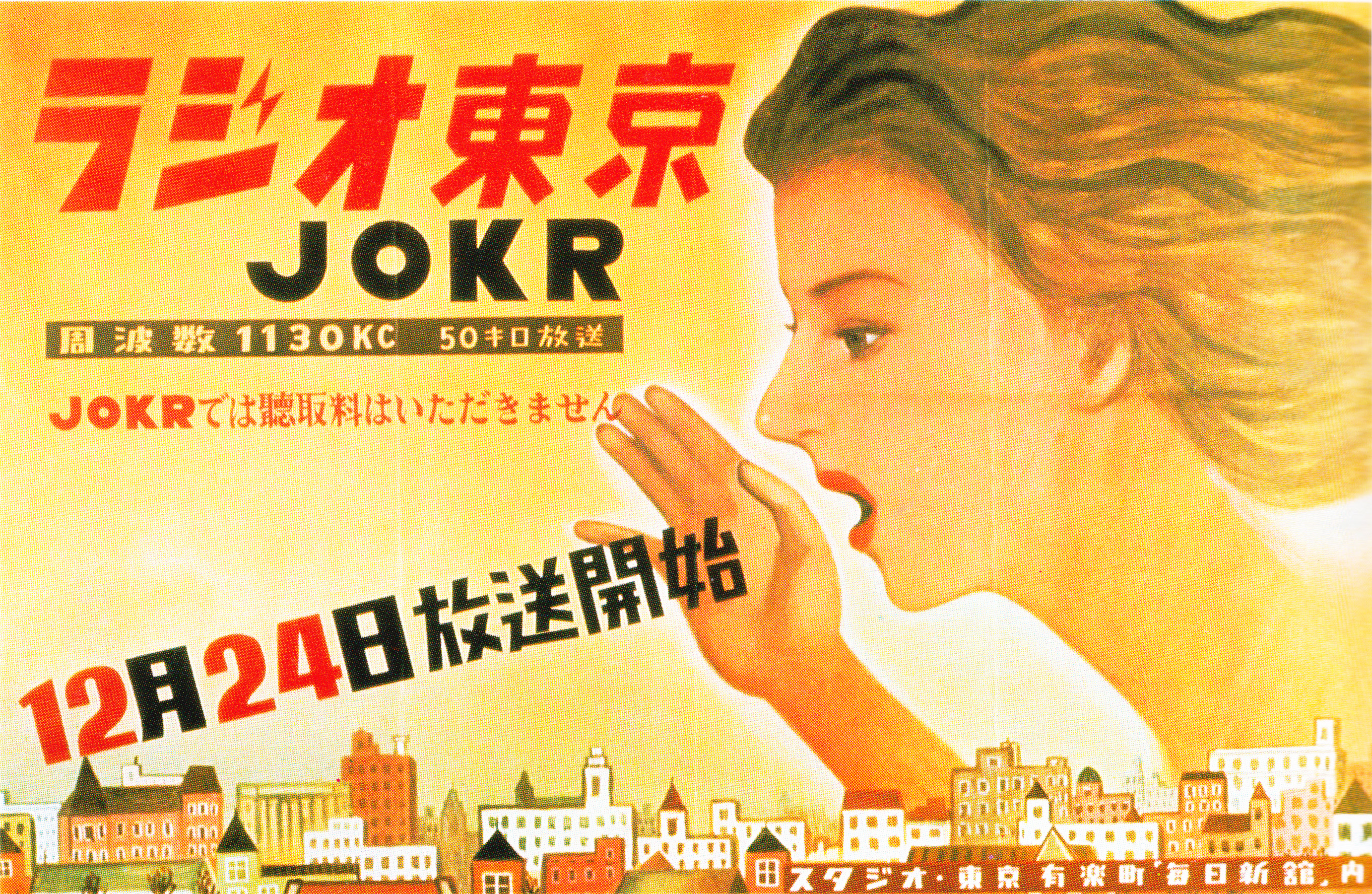
ラジオ東京（後のTBSラジオ）の開局告知広告
当時はラジオでも聴取料を徴収していたNHKとは違い、JOKR（ラジオ東京のコールサイン）では聴取料はいただきませんとの但し書きがある。実際に先行開局したラジオ局では聴取料を騙し取る詐欺も発生していたため、こうして注意喚起していた。

## 主な番組関連の出来事
1月
- 1日～3日 - NHKラジオ第1、新年特番『ラジオ年賀状』放送[1][2]。
- 3日 - NHKラジオ第1、『第1回NHK紅白歌合戦』を、NHK東京放送会館第1スタジオから中継放送[1][2]。
- 4日 - NHKラジオ第1、連続放送劇『さくらんぼ大将』放送開始（ - 192年3月31日。作:菊田一夫、出演:古川緑波・夏川静江 ほか）[1]。
- 15日 - NHKラジオ第1、大阪市中央公会堂（通称：中之島公会堂）から、お年玉年賀郵便抽選会実況を初中継[1]。

2月
- 6日 - NHKラジオ第1、軽音楽（ポピュラー音楽）番組『リズムパレイド[注 2]』放送開始（ - 1955年3月31日）[1]。

3月
- 4日～11日 - NHKラジオ第1、「第1回アジア競技大会」を、インドのニューデリーから実況中継[1]。
- 5日 - NHKラジオ第1、クラシック音楽番組『名演奏家の時間』にて、LP盤レコードの使用を開始[1]。

4月
- 1日 - NHKラジオ第1、この日の『放送討論会』にて、「講和後の我国の安全は如何にして保つべきか」を放送[1]。
- 2日 - NHKラジオ第1、婦人向け番組『明るい茶の間』放送開始。「世界の友情」、「生活の道しるべ」、「今日のヒント」等で構成、1960年4月2日まで続いた[1][3]。
- 11日 - NHK、“ 連合軍最高司令官マッカーサー解任、後任にリッジウェー中将 ”を臨時ニュースで放送。翌12日には、トルーマン米大統領（当時）の元帥解任理由と朝鮮問題解決策を臨時ニュースで放送[1]。
- 16日
  - NHKが番組改定。ラジオ第1・第2で放送している「学校放送」を拡充。小学校向けを低学年・中学年・高学年の3部制に、「中学高等学校」の部を「中学校」・「高等学校」に分離[1][4]。
  - NHKラジオ第1、『マッカーサー元帥羽田空港出発実況』を中継放送[1]。

5月
- 5日 - NHKラジオ第1、児童憲章宣言式実況を首相官邸から中継[1]。
- 6日 - NHKラジオ第1、『ラジオ体操』（後に「ラジオ体操第1」となる）が3年8か月ぶりに再開[1]。
- 22日 - NHKラジオ第1、『街頭録音 - 列車から観光地にきく』にて、特急「つばめ」と京都・平安神宮を結びFM波で中継して2元放送（2箇所から中継放送）[1]。

6月
- 22日 - NHKラジオ第1、貞明皇后大喪の儀を東京都文京区・豊島岡葬場から中継。米占領下の状況である為、平易なアナウンスを目指すことに努めた[1]。
- 24日 - NHKラジオ第1、この日の『政治討論会』にて、「追放解除と政界」を放送（出演：岩渕辰雄・阿部真之助・山浦貫一、司会：三神茂アナウンサー）[1]。

8月
- 4日 - NHKラジオ第2、仙台放送局のローカル番組で、『宮城県通信教育の時間』が放送開始。通信教育放送の初めとなる[1]。
- 5日 - NHKラジオ第2、第1回NHK杯争奪将棋トーナメントが開始。ちなみに、第1回の優勝は木村義雄名人であった[1]。
- 15日 - 新日本放送（NJB、後のMBSラジオ）が、この日民放初のサービス放送開始を受け、民放初のラジオニュース番組『毎日新聞ニュース』が放送開始[5][6]。
- 27日～9月9日 - NHKラジオ第1、 翌9月4日から8日にかけて行われる、米サンフランシスコで行われる講和会議に伴い、特別番組を編成。『講和条約草案について』（8月27日～9日）、『サンフランシスコ通信』（8月30日～9月9日）、ドキュメンタリー番組『講和への道』（9月2日）、『開会式実況』（9月5日）、『調印式実況』（9月9日）、政治討論会『講和成立に当たりて国民に訴う』（9月9日、神田・共立講堂から中継）を放送[1]。
- 31日 - NHKラジオ第1、NHKの放送局6局（福岡・広島・青森・仙台・大阪・東京）を結んだ多元放送による放送劇『もう一人のケイ太郎』放送（作：飯沢匡、出演：古川緑波・巌金四郎・加藤道子 ほか）[1]。

9月
- 1日（土曜日） - 日本初の民放として午前6時30分に中部日本放送（現：CBCラジオ）が[1][7][8]、その後正午に新日本放送（NJB）が開局[1][9][10]。
  - 中部日本放送
    - 開局第一声を宇井昇アナウンサーが発し、日本民放初の本放送を開始[7][11]。
    - この日は、開局記念バラエティーショー『謳うCBC』等を放送。『謳うCBC』は、電通名古屋支社・中部日本放送共同による聴取状況について名古屋市内での電話アンケート調査をした結果、平均占拠率82%を記録した[1]。

  - 新日本放送
    - 開局の30秒前に坂本登志子アナウンサーがコールサインと周波数・出力をアナウンスし、続いて山田耕作作曲の「NJB行進曲」を放送[9]。
    - 翌2日までクラシック・軽音楽・純邦楽を始めとする音楽番組、浪曲や落語を始めとして、数多くの開局記念番組を放送[注 3][12]。
    - 毎週土曜放送のラジオドラマ『日月新たなり』（松下電器一社提供）が放送開始[13]。

  - 中部日本放送・新日本放送共通
    - 開局前であるラジオ東京（後のTBSラジオ）の番組制作第1号で、毎週土・日曜放送のラジオドラマ『少年版鞍馬天狗』（明治製菓一社提供）が、両局共に開局のこの日から放送開始[注 4][14][15]。
- 2日（日曜日） - いずれも新日本放送
  - 民放初のラジオ野球中継『日米親善野球 「レッドソックス 対 早稲田大学」』を阪神甲子園球場から放送。同試合の解説に、当時元野球選手だった中澤不二雄を起用し、解説付きの野球中継を生む[1][12][16]。
  - 三越一社提供の邦楽・演芸番組『三越名人会』放送開始。[13]
- 3日（月曜日） - 新日本放送、朝6時から23時までの1日17時間のラジオ通常編成放送を開始。この日から、数多くのレギュラー番組が放送開始となる[16]。
  - 毎週日曜日を除く毎日、『歌のない歌謡曲』が放送開始[1][16][17]。後に中部日本放送、ラジオ九州（現：RKB毎日放送）、京都放送、 ラジオ東京（現：TBSラジオ）と開局した各地域の民放にて相次いで放送が開始され、最終的に全国各地域のラジオ局で放送を開始。当初NJBでの放送時間は朝8時20分からの25分間で、同年12月1日から朝7時45分から15分間の番組となる[17]。翌年1月29日から、毎週土曜日を除き松下電器（後のパナソニック）一社提供となり（当初土曜日は富士写真フイルムが提供、後に土曜日も松下電器が提供となる）[17]、それから同社一社提供としては2023年9月29日まで72年間継続、最終的には全国37局の各局で制作・放送された。それ以降はわずかだが一部の地方局で番組が引き続き放送されている（2024年9月現在も継続）。
  - 民放初の株式市況の中継放送を、大阪証券取引所から開始[1][16]。
- 9日（月曜日） - 新日本放送、ラジオドラマ『安宅家の人々』放送開始（福助足袋一社提供）[18]。当時毎日新聞に連載されていた、吉屋信子原作の同名小説をドラマ化。
- 22日 - NHKラジオ第2、この日の『舞台中継』にて、初の2時間にも渡る長時間の舞台中継「与話情浮名横櫛」（尾上菊五郎劇団）を、明治座から中継。以後同様の長時間舞台中継の企画が続く[1]。

10月
- 6日 - NHKラジオ第2、初の米ワールド・シリーズ実況『51年度ワールド・シリーズ ニューヨーク・ヤンキース 対 ニューヨーク・ジャイアンツ』を録音中継。実況担当はボイス・オブ・アメリカ（VOA）に出向中のNHKのアナウンサーが担当した[1]。
- 12日 - 新日本放送と中部日本放送が共同で、民放初の国会中継を実施（第12臨時国会）。吉田茂首相（当時）の施政方針演説を国会で録音、中継線送りで放送[1][16]。
- 15日 - NHKラジオ第1、朝7時のニュースにローカル枠を新設[19]。
- 22日 - 新日本放送が、ヴァイオリン奏者のユーディ・メニューインを招いて、特別番組『今宵一度の放送「メニューヒンの希望音楽会」』（当時の番組表記に従って記載）を、当時東京都築地にあった日本ビクターの録音スタジオから、当時としては高域特性が優れた高音質仕様のネット回線[注 5]を使って独占生中継。民放では初の本格的な来日中の外国人クラシック演奏家による生演奏の放送となった。毎日放送が1961年に発行した書籍「毎日放送十年史」の66ページには、この特番が、「わが社のみならず、民間放送史上でも特筆される音楽番組上での大ヒット」と明記されている[1][20][21]。

11月
- 1日 - NHKラジオ第1、第6回文部省芸術祭参加作品で、清元榮壽郎作曲・演奏による、浄瑠璃清元節三味線音楽の新作『清元十三夜』(作詞:土岐善麿、浄瑠璃:清元延寿太夫 ほか）を放送。万葉調の歌詞を清元化し、ツヤにサビと気品を添える試みを行った作品。同芸術祭の音楽部門の芸術祭賞を受賞[1][22]。
- 2日 - NHKラジオ第1、聴取者参加型で、出場者がピアノの伴奏をヒントに曲目を類推し、さらに歌詞を正しく歌えるかを競う、娯楽歌謡クイズ番組『三つの歌』を初放送。司会はNHKの宮田輝アナウンサーが、ピアノは天池真佐雄が担当。翌年1月7日に定時放送となり、1970年3月30日まで延べ915回を数える長寿番組となった[注 6][1]。
- 13日 - 朝日放送（後のABCラジオ）、2代目桂春團治（落語家）が公開収録（朝日放送が本放送の開始を前に朝日会館内のスタジオで実施）で披露した13番（落語の13演目）から、1週につき1番（1つの演目）の収録音源をノーカットで流す演芸番組『春團治十三番』放送開始（ - 1952年2月5日）。スタジオへ観客を入れたうえで落語の高座を収録した後に、収録音源を放送した番組は、他局を含めてもこの番組が初めてとされている。

12月
- 3日 - ラジオ九州（後のRKB毎日放送ラジオ）、自社初のローカル番組『あなたの放送』放送開始[24]。
- 5日 - ラジオ九州、自社制作では初の公開番組『似て非なるもの』（八幡製鉄の一社提供）を、八幡市（後の北九州市八幡区）親和会館で公開放送[24]。
- 6日 - ラジオ九州、自社制作の子供向け番組『今日も元気で』放送開始[24]。
- 24日 - ラジオ東京、この日の19時に開局・本放送を開始[注 7][25]。
  - この日の午後、開局前の13時・18時の2回、新橋演舞場より開局前夜祭を生中継で放送[14][26]。
  - 19時（午後7時）、時報に続き、山田耕作作曲の「ラジオ東京シグナルミュージック」（オープニング版）が流れ、「みなさま、こんにちは。ラジオ東京でございます。いよいよ全ての準備を完了致しまして、只今12月24日、午後7時より放送を開始致しました。みなさまのラジオ東京でございます。」と放送開始アナウンスが行われ、開局・本放送開始。その後、同局本放送の最初の番組である15分間の『朝日・毎日・読売3社ニュース』が放送。後にファンファーレが流れ、足立正社長の開局の挨拶『視聴者の皆さまへ』が放送。その後、前夜祭中継をしていた新橋演舞場から開局祝中継となって戻った[25]。
- 25日 - 午前6時30分、ラジオ東京が定時放送に入る[27]。
  - この日の午前7時から22時まで、『朝日・毎日・読売3社ニュース』が当番制で毎正時に放送[28]。
  - 録音構成によるドキュメンタリー番組『ラジオスケッチ』が放送開始[1][28][29]。1969年4月12日の番組終了まで5527回に渡って放送される長寿番組となる[30]。
  - ラジオドラマ『チャッカリ夫人とウッカリ夫人』放送開始[28]。後に『ウッカリ夫人とチャッカリ夫人』と改題、1964年10月3日の放送終了まで、約13年間、全3993回の長寿番組となる[1]。

## 主なその他ラジオ関連の出来事
- 4月21日 - ラジオ16社に民放初の予備免許が付与される（民放の日）[1]。
- 5月5日 - NHK、ラジオ体操（翌年から「ラジオ体操第1」に変更）の発表会を神田・共立講堂にて行う[1][31]。
- 6月1日 - NHKが福島、郡山、防府（現：山口放送局）、佐賀でラジオ第2放送を開始[32]。
- 7月1日 - いずれもNHK
  - 青森、鶴岡、尾道でラジオ第2放送を開始[33]。
  - NHK長野ラジオ第1放送を始め、106の送信所・中継局の周波数を変更[33]。
- 7月8日 - 新日本放送（現：MBSラジオ）が、日本初の民間放送としてのラジオの試験電波を発射する[1][34][35]。
- 7月20日 - 4月21日に予備免許が付与された民放16社により、「日本民間放送連盟」（民放連）が結成される[1]。初代会長に、ラジオ東京の足立正社長が選出され、就任した[36]。
- 7月31日 - 新日本放送、同月28日に郵政省（近畿電波管理局）の落成検査に合格したのを受け、日本の民間放送局として初のラジオ放送局の本免許を取得（第3091号。コールサイン：JOOR、周波数:1210kc、出力10kW）[34][37]。
- 8月15日 - 新日本放送がこの日の正午に、民放初のサービス放送を開始。民放初の番組が放送される[1][5][35]。
- 8月17日 - 中部日本放送がこの日の午後10時40分、試験電波の発射を開始。
- 8月27日 - 中部日本放送、郵政省（東海電波管理局）の落成検査に合格したのを受け、ラジオ放送局の本免許を取得（コールサイン：JOAR、周波数:1090kc、出力：10kW）[38]。
- 8月28日 - 中部日本放送、サービス放送を開始[39]。
- 9月1日 - 日本に初めて、2局の民間放送局が開局。最初に午前6時30分に中部日本放送（現：CBCラジオ）が[1][7][40]、次に正午に新日本放送が開局する[1][9][10]。
- 10月4日 - ラジオ九州、郵政省（九州電波管理局）の落成検査に合格したのを受け、ラジオ放送局の本免許を取得（コールサインJOFR、周波数1290kc、出力5kW）。これを受け、同日試験放送を開始。更に同月7日には、サービス放送を開始[41][42]。
- 10月27日 - 朝日放送、郵政省（近畿電波管理局）の落成検査に合格したのを受け、ラジオ放送局の本免許を取得（コールサイン：JONR、周波数:1010kc、出力：10kW）[43]。
- 11月3日 - 朝日放送、サービス放送を開始[43]。
- 11月11日 - 朝日放送（現：朝日放送ラジオ）が正午に開局[1][43]。
- 12月1日 - ラジオ九州（現：RKB毎日放送）が、九州初の民間放送局として開局[1][24][42]。
- 12月7日 - ラジオ東京（後のTBSラジオ）が13時、最初の試験電波を発射[14][44]。
- 12月15日 - ラジオ東京、郵政省（関東電波管理局）の落成検査に合格したのを受け、ラジオ放送局の本免許を取得（コールサインJOKR、周波数1130kc、出力50kW）[14][27]。
- 12月17日 - ラジオ東京、試験放送を開始[14][27]。
- 12月19日 - 京都放送、郵政省（近畿電波管理局）の落成検査に合格したのを受け、ラジオ放送局の本免許を取得（コールサイン：JOBR、周波数:1140kc、出力：500W）。
- 12月24日
  - 京都放送が17時に開局[1]。
  - ラジオ東京が19時、東日本で初の民間放送局として開局、本放送開始[注 7][25]。

## 開局
- 6月1日
  - NHK福島ラジオ第2放送[32]
  - NHK郡山ラジオ第2放送[32]
  - NHK防府（現：山口放送局）ラジオ第2放送[32]
  - NHK佐賀ラジオ第2放送[32]
- 7月1日
  - NHK青森ラジオ第2放送[33]
  - NHK鶴岡ラジオ第2放送[33]
  - NHK尾道ラジオ第2放送[33]
- 9月1日
  - 中部日本放送（現：CBCラジオ）[1][9]
  - 新日本放送（現：MBSラジオ）[1][9][10]
- 11月11日 - 朝日放送（現：朝日放送ラジオ）[1][43]
- 12月1日 - ラジオ九州（現：RKB毎日放送）[1]
- 12月24日
  - 京都放送[1]
  - ラジオ東京（現：TBSラジオ）[注 7][25]

## 特別番組

### 1月放送
- 1日 - ラジオ年賀状[1][2]

### 10月放送
- 22日 - 『今宵一度の放送「メニューヒンの希望音楽会」』（新日本放送）[21][20]

## 開始番組

### 1951年1月放送開始
NHKラジオ第1放送
- 4日 - さくらんぼ大将[1][2]

### 1951年2月放送開始
NHKラジオ第1放送
- 6日 - リズムパレイド[注 2][1]

### 1951年4月放送開始
NHKラジオ第1放送
- 2日 - 明るい茶の間[1][2]
- 16日 - 高等学校の時間[2]

### 1951年5月放送開始
NHKラジオ第1放送
- 6日
  - 読書案内[2]
  - 犯人は誰だ
- 7日
  - 夢声百夜[2]
  - 海外の話題[2]

NHKラジオ第2放送
- 6日 - 皆さんの相談室
- 7日 - NHKオペラハウス

### 1951年8月放送開始
NHKラジオ第2放送
- 4日 - 宮城県通信教育の時間（仙台局）[1]

新日本放送
- 15日 - 毎日新聞ニュース - 民放初のニュース番組 [5][6]

### 1951年9月放送開始
中部日本放送・新日本放送の2局ネット（開局前のラジオ東京制作）
- 1日 - 少年版鞍馬天狗[注 4]（明治製菓一社提供）- ラジオ東京制作番組の第1号[14][15]

中部日本放送
- 1日 - ストップ・ザ・ミュージック

新日本放送
- 1日
  - 日月新たなり（松下電器一社提供）[13]
- 2日
  - 三越演芸会（三越一社提供）[13]
- 3日
  - 歌のない歌謡曲（松下電器（後のパナソニック）一社提供が開始するのは翌年1月29日から）[1][16][17]
  - ペンギンタイム（塩野義製薬一社提供）[18]
  - マイク・アンケート（朝日生命一社提供）[18]
  - マザータイム（森永乳業一社提供）[18]
  - 投資家サロン[18]
  - 働く人へ音楽を（日本コロムビア一社提供）[18]
  - 趣味の手帳（味の素一社提供）[18]
  - 美容講座[18]
  - ラジオの研究（松下電器一社提供）[18]
  - デンスケ（大丸一社提供）[18]
  - スターメロディ[18]
  - 名曲の手帳（高島屋一社提供）[18]
  - 思い出の旅（武田薬品一社提供）[18]
- 4日
  - 医学の扉（三共製薬一社提供）[18]
  - ミュージカル・コメディ（明治乳業一社提供）[18]
  - コント（イカリソース一社提供）[18]
  - 話のオルゴール（田辺製薬一社提供）[18]
  - うっかりテスト（日本新薬一社提供）[18]
  - お笑い横丁（日本生命一社提供）[45]
- 5日
  - サンライズメロディ（関西電力一社提供）[18]
  - バイバイゲーム（ライオン歯磨一社提供）[18]
  - 靴がなる[18]
  - ムービーショウ（レナウン一社提供）[18]
  - 水曜日の秘密（藤沢薬品一社提供）[18]
  - 三共バラエティ（三共製薬一社提供）[18]
  - 漫才・落語（日立一社提供）[45]
- 6日
  - 名演奏家の夕（倉敷レイヨン（後のクラレ）一社提供）[18]
  - 電話プレゼント（三菱電機一社提供）[18]
  - ミツワ・ミュージカルアルバム（丸見屋（ミツワ石鹸）一社提供）[18]
- 7日
  - デザイン・ノート（パインミシン（ジャノメミシン）一社提供）[18]
  - アメリカの音楽[18]
  - エンゼルタイム（森永製菓一社提供）[18]
  - おたのしみヒント（阪急電車一社提供）[18]
  - 冗談ウェスタン（小西六一社提供）[18]
- 8日
  - コロムビア・アワー（日本コロムビア一社提供）[18]
  - アベッククイズ（丸金醤油一社提供）[18]
  - 寄席演芸（日本ゴム一社提供）[45]
- 9日
  - 豆記者ホール（国民生命一社提供）[18]
  - 安宅家の人々（吉屋信子原作。放送当時、毎日新聞の連載小説だった。）（福助足袋一社提供）[18]
  - スポーツ・ラウンド・アップ（ウィルキンソン一社提供）[18]
  - サンディシンホニー（サンデーシンフォニー）（東洋紡一社提供）[45]

### 1951年11月放送開始
NHKラジオ第1放送
- 2日 - 三つの歌[1][46]
- 5日
  - 商品市況
  - きょうの問題
  - 夢のハーモニー
- 7日 - 海外通信
- 9日 - VOAの時間

NHKラジオ第2放送
- 5日 - 商品市況

朝日放送
- 13日 - 春團治十三番
- 24日 - 金光教の時間
- 開始日不明 - 東本願寺の時間

### 1951年12月放送開始
ラジオ東京
- 24日 - 朝日・毎日・読売3社ニュース - ラジオ東京開局・本放送開始番組第1号。[25]
- 25日
  - カムカム英語
  - スポーツ・タイム
  - チャッカリ夫人とウッカリ夫人[1]
  - ラジオスケッチ[1]
- 26日 - 虎造アワー「浪曲次郎長伝」

## 再開番組
- 5月6日 - ラジオ体操（NHKラジオ第1・第2）[1][2][47][48]